# Mario Matuschewski

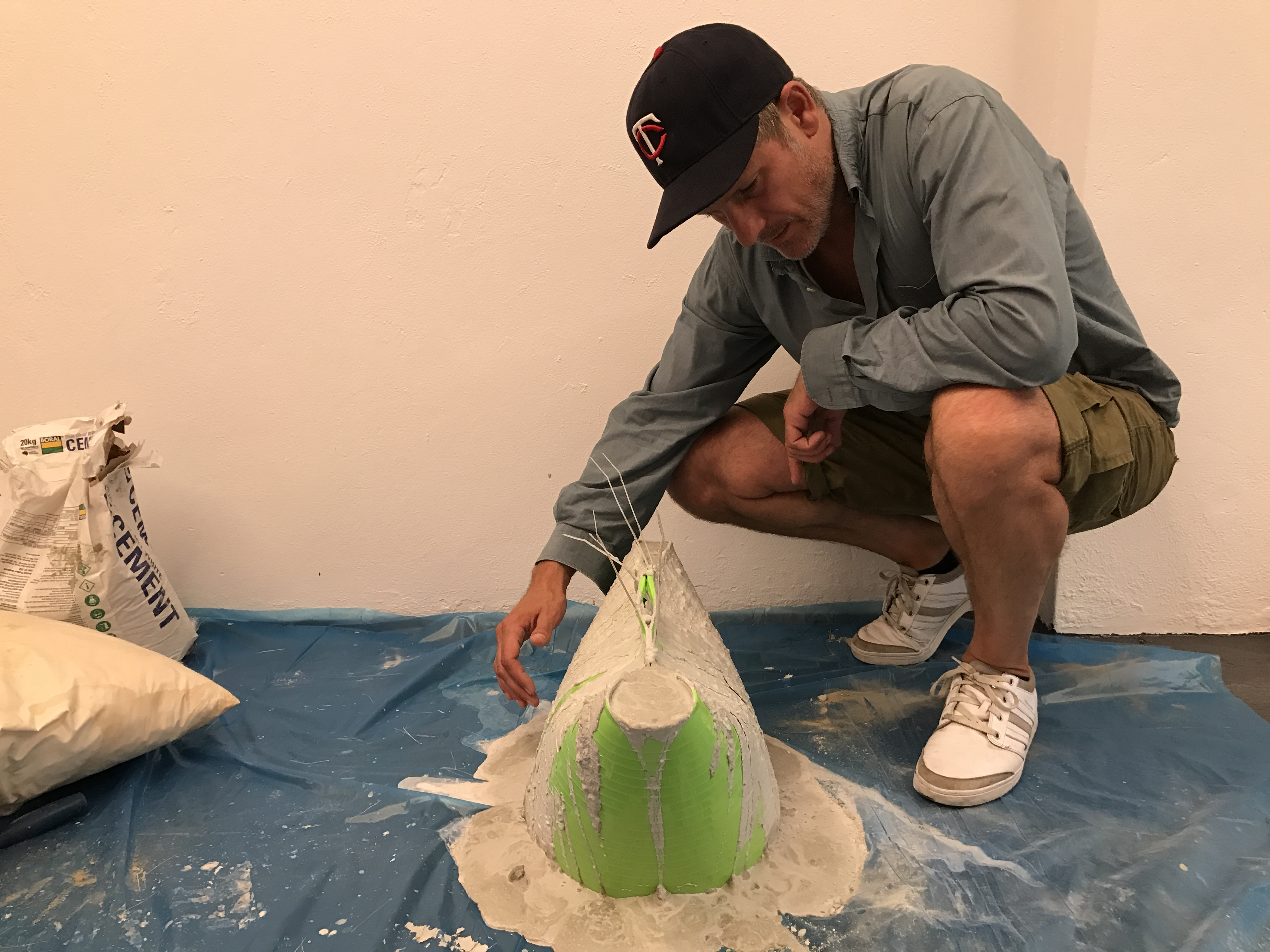
Mario Matuschewski, Sidney 2017, „The Einwanderer“

Mario Matuschewski (* 10. September 1969 in Berlin) ist ein deutscher Künstler und Architekt.

## Leben
Matuschewski wurde in Berlin geboren und wuchs in Kreuzberg als eines von sechs CODA-Kindern auf. Zusammen mit seinem Zwillingsbruder Alexander war er im Alter von 21 Jahren Gründungsmitglied der Berlin Flamingos. Seine berufliche Karriere begann Matuschewski 1986 mit einer Ausbildung zum Beton-, Stein- und Terrazzo-Hersteller, ein Handwerk, das auch seine künstlerische Arbeit bis heute begleitet. Als er 1992 den Architekten Christian Beck kennenlernte, war seine Ambition geweckt und er folgte ihm als Student an die Fachhochschule Berlin, wo er von 1993 bis 1997 studierte und mit dem akademischen Grad Diplom-Ingenieur abschloss. Matuschewski arbeitet bis heute als freier Mitarbeiter für Wiechers und Beck und hat für dieses Architekturbüro als Projektleiter Architektenwettbewerbe gewonnen. Anfang der 2000er Jahre wandte er sich immer wieder der Kunst zu und hatte seitdem zwei Gruppenausstellungen in Berlin mit Künstlerinnen wie Anne Schreiber, Sarah Alexander oder Anne Berlit und eine Einzelausstellung in Sidney, in der Gallery 88 von Chris Bosse. Auch seine Sportkarriere als Baseball All Star verwandelte Matuschewski noch einmal und wurde PGA-Profi.

## Künstlerisches Schaffen und Ausstellungen
Matuschewski spezialisiert sich auf Placemaking und Bildende Kunst.

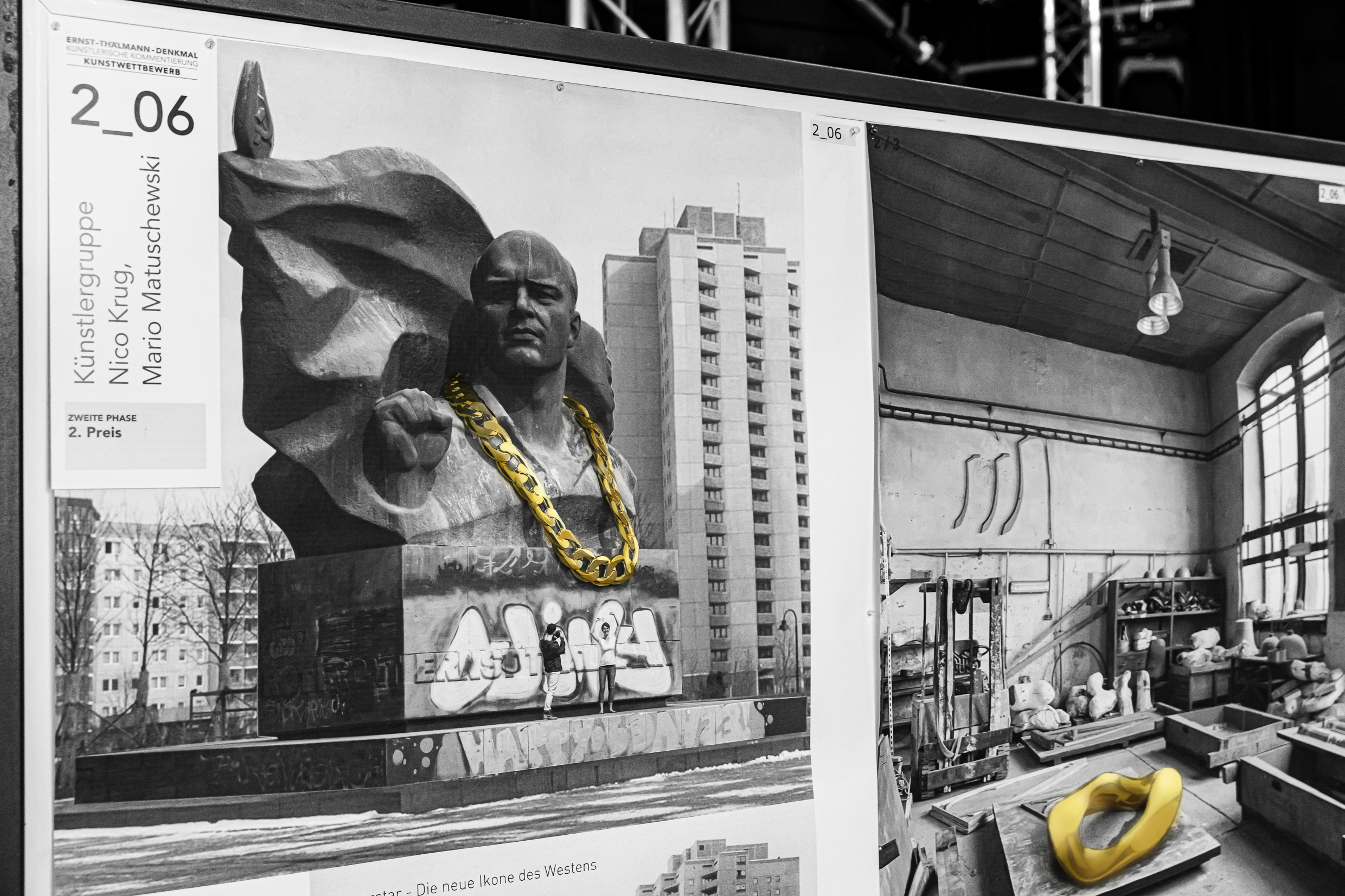
Ernst Thälmann Denkmal - Entwurf

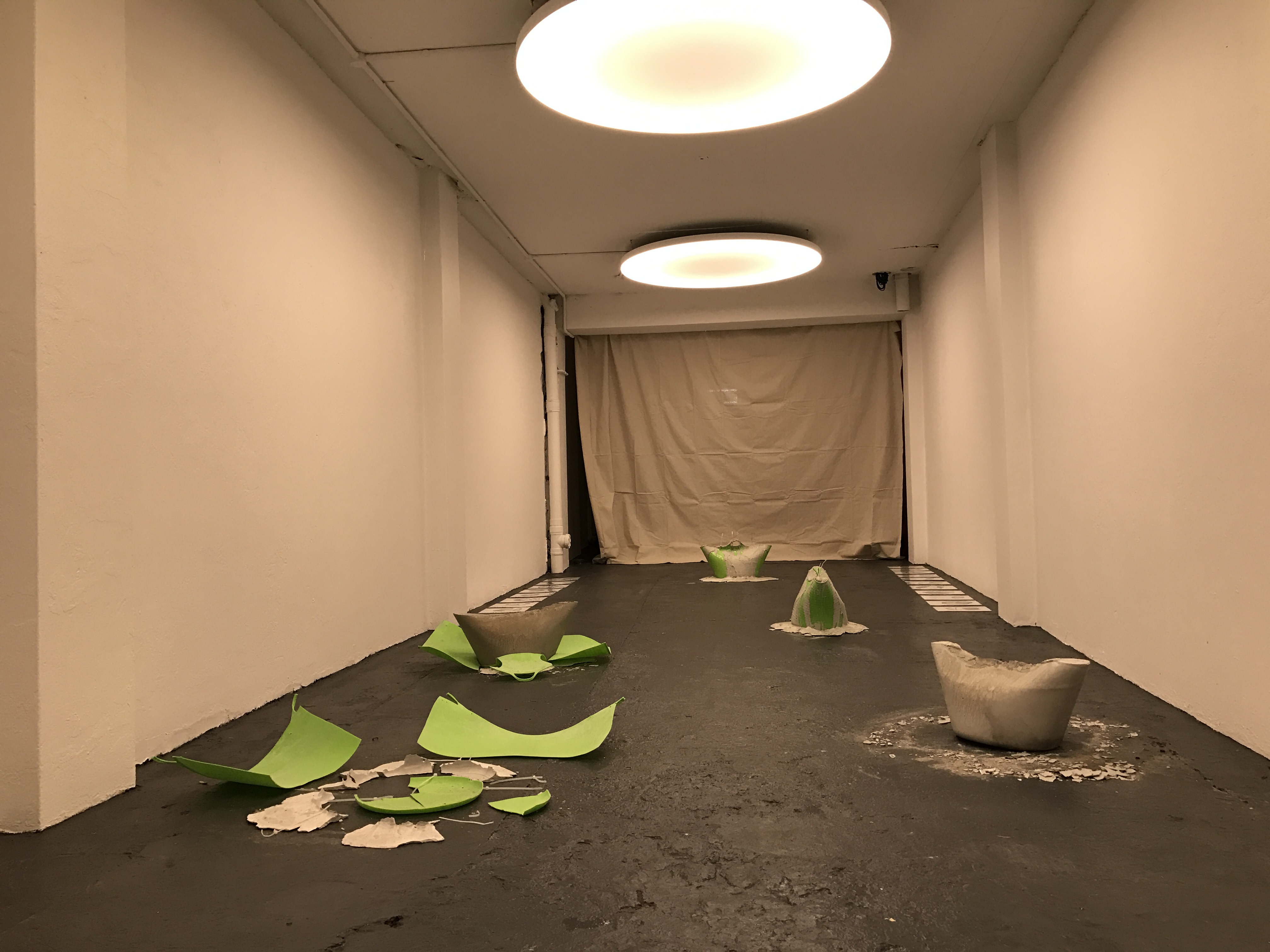
Ausstellungseröffnung in Sidney in Galerie 88 - „The Einwanderer“ von Mario Matuschewski

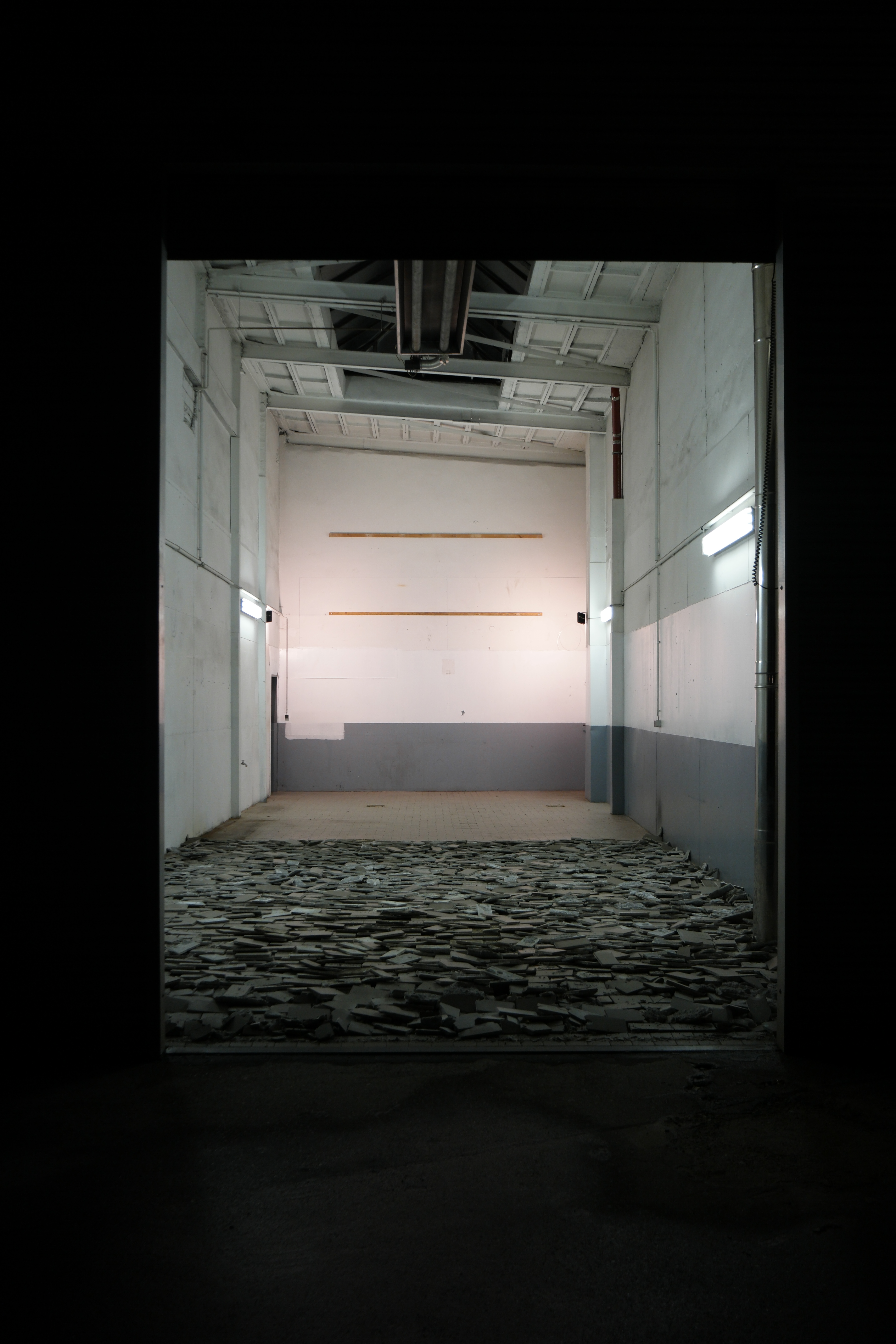
Rauminstallation „The Flying Field III“ in Berlin 2017 - Mario Matuschewski

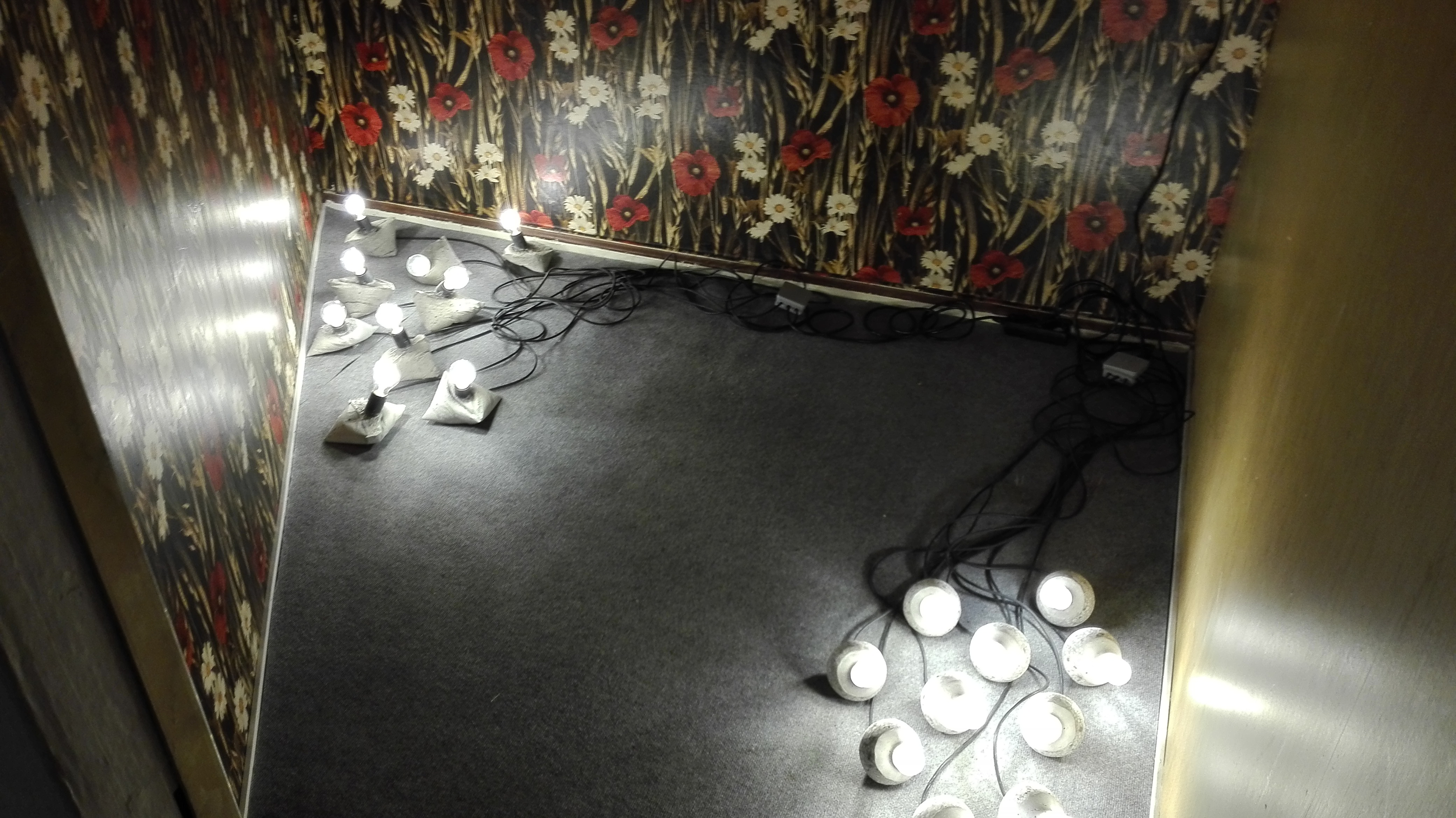
Rauminstallation innerhalb der Ausstellung „The Flying Field II“ in Berlin 2017

- „November 2019 Ernst Thälmann ein deutscher Superstar“[2]: „Das Preisgericht würdigte den Beitrag als ‚radikalen Kommentar, der auf der Höhe der Zeit ist. Die Verbindung zwischen zwei Welten aus Politik und Musik, aus Street Poetry und Ideologie und zwischen den Geenrationen birgt entsprechend viel Diskussionspotential. […] Die präzise Aussage zum ideologischen Missbrauch einer politischen Person irritiert und stellt Fragen. Genau das ist die Stärke einer Kommentierung, die nicht didaktisch sein will und zugleich die Verbindungen in aktuellen Debatten sucht. […] Kontrovers wurde gerade die Symbolwirkung diskutiert und ein mögliches Missverständnis durch positiv empfundene Glorifizierung befürchtet.‘“[3] Sein Wettbewerbsbeitrag[4] erzeugte eine Kontroverse,[5] die darin resultierte, dass die Jury des Landes Berlin, vertreten durch das Bezirksamt Pankow (Abteilung Kultur, Finanzen und Personal), keinen ersten Platz auslobte. Stattdessen wurden zwei 2. Plätze vergeben, den sich die Künstlergruppe Mario Matuschewski und Nico Krug mit Betina Kuntzsch teilte.[6]
- April 2017 „The Einwanderer“, Sidney Galerie 88 Einzelausstellung:
- April 2017 The Flying Field II, Montagehalle Malpklaquetstraße, Berlin, Gruppenausstellung mit u. a. Sarah Alexander und Anne Schreiber; Titel des Werkes: „The Forgotten Light!“
- Dezember 2017 The Flying Field III, Autowerkstatt Wilhelmsaue 32, Berlin, Gruppenausstellung mit u. a. Rainer Splitt, Caroline Bayer, Titel des Werkes: „Nichts als Arbeit“, Material: Der Raum und Körperkraft.
- September 2016 Gruppenausstellung, Torstrasse 161Berlin,

Titel des Werkes: Die Unverwechselbarkeit der Kopie

## Wettbewerbserfolge
(zusammen mit Christian Beck für das Architekturbüro Wiechers und Beck)
- 1996: 1. Preis im Wettbewerb Stadtzentrum Brandenburg Havel
- 1997: 1. Preis im Wettbewerb Stadtzentrum Frankfurt Oder
- 1998: 1. und 2. Preis im Wettbewerb Baulücken im Stadtzentrum von Neustadt an der Orla
- 2003: 1. Preis im Wettbewerb Stadtzentrum Schönfließ-Brandenburg
- 2003: 1. Preis im Wettbewerb Tor zur Technik in Berlin[7]
- 2004: 1. Preis im Wettbewerb Stadtzentrum Guben
- 2004: 2. Preis im Wettbewerb für das innenarchitektonische Konzept von Lumas Fotostore